# ジェフ・バロン
ジェフ・バロン(Geoff Baron)は、YouTubeにアップロードされた動画を原因として広く知られるようになった、オーストラリア・聖パトリック大聖堂の元司祭。

## 『YouTube事件』

### 背景
オーストラリアのメルボルンに位置するカトリック系の聖パトリック大聖堂の主任司祭を務めていたバロンは、同大聖堂の前の広場でスケボーに興じる若者たちとたびたびにわたってトラブルを起こしていた。出てゆけと注意するバロンに対し、若者達は嘲りとからかいの言葉で対抗してきていたという。

### 『その日』の経過
そうした2006年のある日のこと、いつものように大勢で遊び始めた若者たちに対して、いつものようにその若者たちのもとに向かっていったバロンは、注意に対して冷やかしを続ける若者らを背後に、若者らに小突かれ、からかわれるなかで、そのうちの不貞腐れる少年のひとりの頭を叩き、怒り狂いながらの面持ちとともに非常に汚い罵詈の言葉を大声で次々と放ってゆく。
ファック(fuck)、フール(fool)、アスホール(asshole)などのスラングを駆使しながら、一人だけ混じっていたアジア風の若者に対して人種差別発言、若者らをカント(cunt)呼ばわり、更には若者らの投げてきたごみを蹴り返すなどして、やがて若者らを追い払う。
これらの全てが若者らにより隠し撮りされていた。

### その後の経過
上記の映像が表に出たのは2007年後半期のことであった。インターネット上で最も有名な動画共有サービスにあたるYouTubeに何者かの手によりアップロードされたこの映像は、大勢の視聴者たちを通してたちまちのうちに話題となり、やがてはBBC、ロイター、CNN、Guardianなどのメディアを通して世界中に伝えられる事態となった。
これをもってバロンは、メルボルン教区大司教により無期限停職のうえ解任の処分を受け、30年以上の時を勤めた教会を事実上追放された。